# Scopocira tenella
Scopocira tenella là một loài nhện trong họ Salticidae.
Loài này thuộc chi Scopocira. Scopocira tenella được Eugène Simon miêu tả năm 1900.